# Jean Zoa
Jean Zoa, né en décembre 1922 ou 1924 à Sa'a, est considéré par les chrétiens catholiques du Cameroun comme étant l'un des plus grands prélats de l'histoire du pays. Il est à l'origine de la construction de la Basilique Marie-Reine des Apôtres de Yaoundé.
En 1962, il critique la brutalité du régime d'Ahmadou Ahidjo lors de l'affaire du « train de la mort » (vingt-cinq upécistes prisonniers, parmi lesquels plusieurs femmes, meurent d’asphyxie lors d'un transfert dans un train de marchandises). Plus tard pourtant, il se rapproche du régime.
Entre 1962 et 1965, il participe au concile Vatican II, de la 1re à la 4e session.
C'est en 1968 que le plus jeune des frères Jaccard arrive au Cameroun en qualité de prêtre fidei donum et que 4 ans plus tard, chargés par Zoa, lui et son frère créeront leur prothèse pour enfin commencer a éradiquer la lèpre dans ce pays . Ensuite Zoa les enverra auprès des filles de la rue de Colombie pour les aider à se relever.
Il meurt le 20 mars 1998, à la Cathédrale Notre-Dame-des-Victoires de Yaoundé, en disant son homélie en présence de tous les évêques du Cameroun, réunis pour la conférence épiscopale,. À ses funérailles assistent une trentaine d’évêques, trois cents prêtres, et des milliers de fidèles.

## Hommages
- Le centre médical catholique Mgr Jean Zoa à Yaoundé, inauguré en 2017, porte son nom[11],[12].